# Shuangyang (köpinghuvudort i Kina, Heilongjiang Sheng, lat 47,56, long 125,59)
Shuangyang (kinesiska: 双阳, 双阳镇) är en köpinghuvudort i Kina. Den ligger i provinsen Heilongjiang, i den nordöstra delen av landet, omkring 220 kilometer norr om provinshuvudstaden Harbin. Antalet invånare är 21 696. Befolkningen består av 10 367 kvinnor och 11 329 män. Barn under 15 år utgör 13,0 %, vuxna 15-64 år 78 %, och äldre över 65 år 7,0 %.
Runt Shuangyang är det ganska tätbefolkat, med 139 invånare per kvadratkilometer. Närmaste större samhälle är Changchun, 19,9 km norr om Shuangyang. Trakten runt Shuangyang består till största delen av jordbruksmark.
Genomsnittlig årsnederbörd är 861 millimeter. Den regnigaste månaden är juli, med i genomsnitt 289 mm nederbörd, och den torraste är januari, med 7 mm nederbörd.